# Норт Конвеј (Њу Хемпшир)
Норт Конвеј (енгл. North Conway) насељено је место без административног статуса у америчкој савезној држави Њу Хемпшир.

## Демографија
По попису из 2010. године број становника је 2.349, што је 280 (13,5%) становника више него 2000. године.
| Група             | 2000.         | 2010.         |
| Белци             | 1.964 (94,9%) | 2.210 (94,1%) |
| Афроамериканци    | 8 (0,4%)      | 12 (0,5%)     |
| Азијати           | 47 (2,3%)     | 47 (2,0%)     |
| Хиспаноамериканци | 12 (0,6%)     | 37 (1,6%)     |
| Укупно            | 2.069         | 2.349         |